# مروری بر پرتره پاپ اینوسنت دهم ولاسکس
مروری بر پرترهٔ پاپ اینوسنت دهم ولاسکس (انگلیسی: Study after Velázquez's Portrait of Pope Innocent X) یک نقاشی رنگ روغن از فرانسیس بیکن است که سال ۱۹۵۳ کشیده شد و بازآفرینی معوج و خلاقانه‌ای از نقاشی مشهور دیه‌گو ولاسکس به نام پرتره پاپ اینوسنت دهم است.
بیکن طی سالهای دههٔ ۱۹۵۰ تا اوایل دههٔ ۱۹۶۰، ۴۵ واریاسیون از نقاشی ولاسکس خلق کرد که این نقاشی یکی از آنها به‌شمار می‌رود.

## نگارخانه

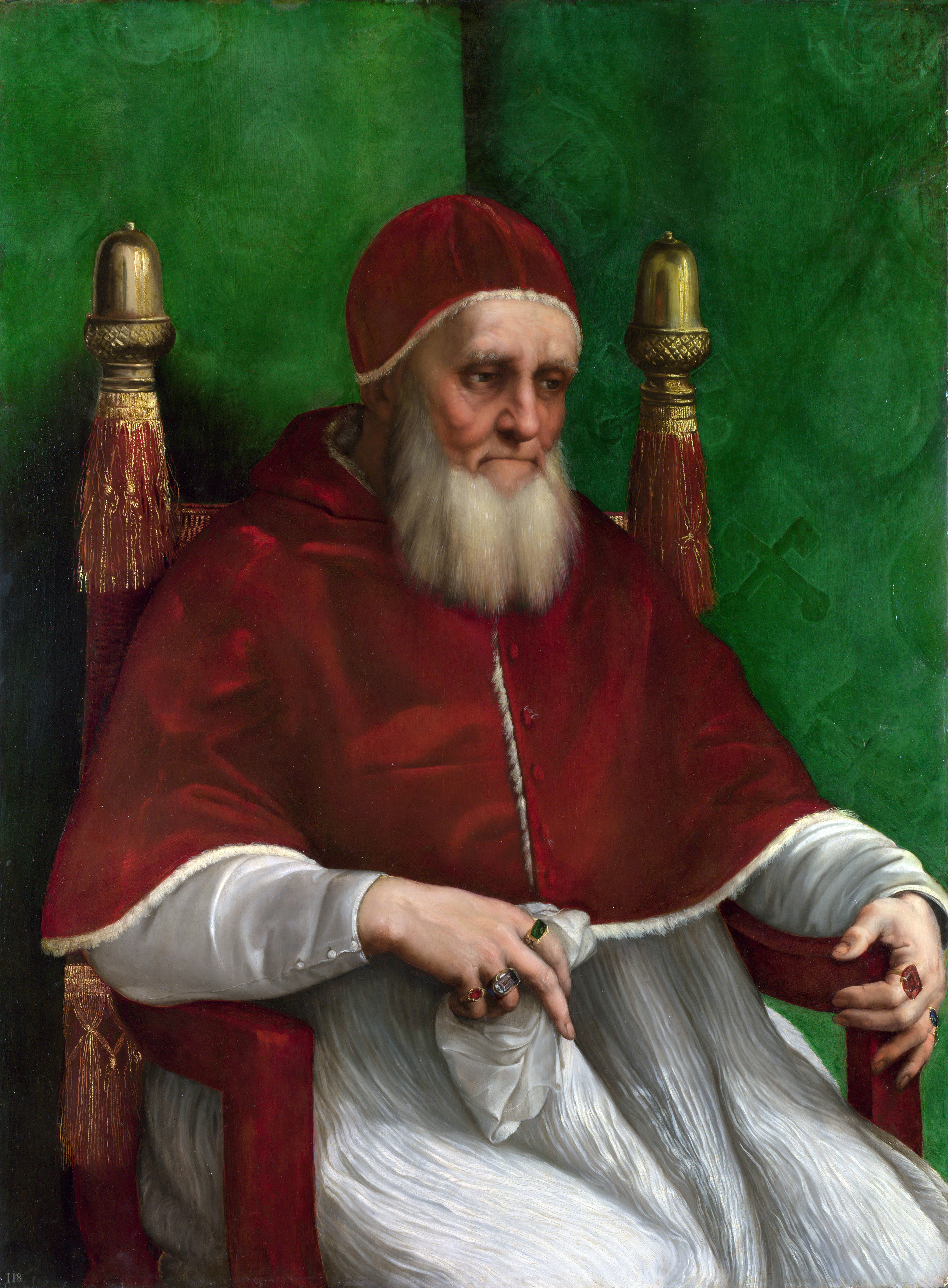
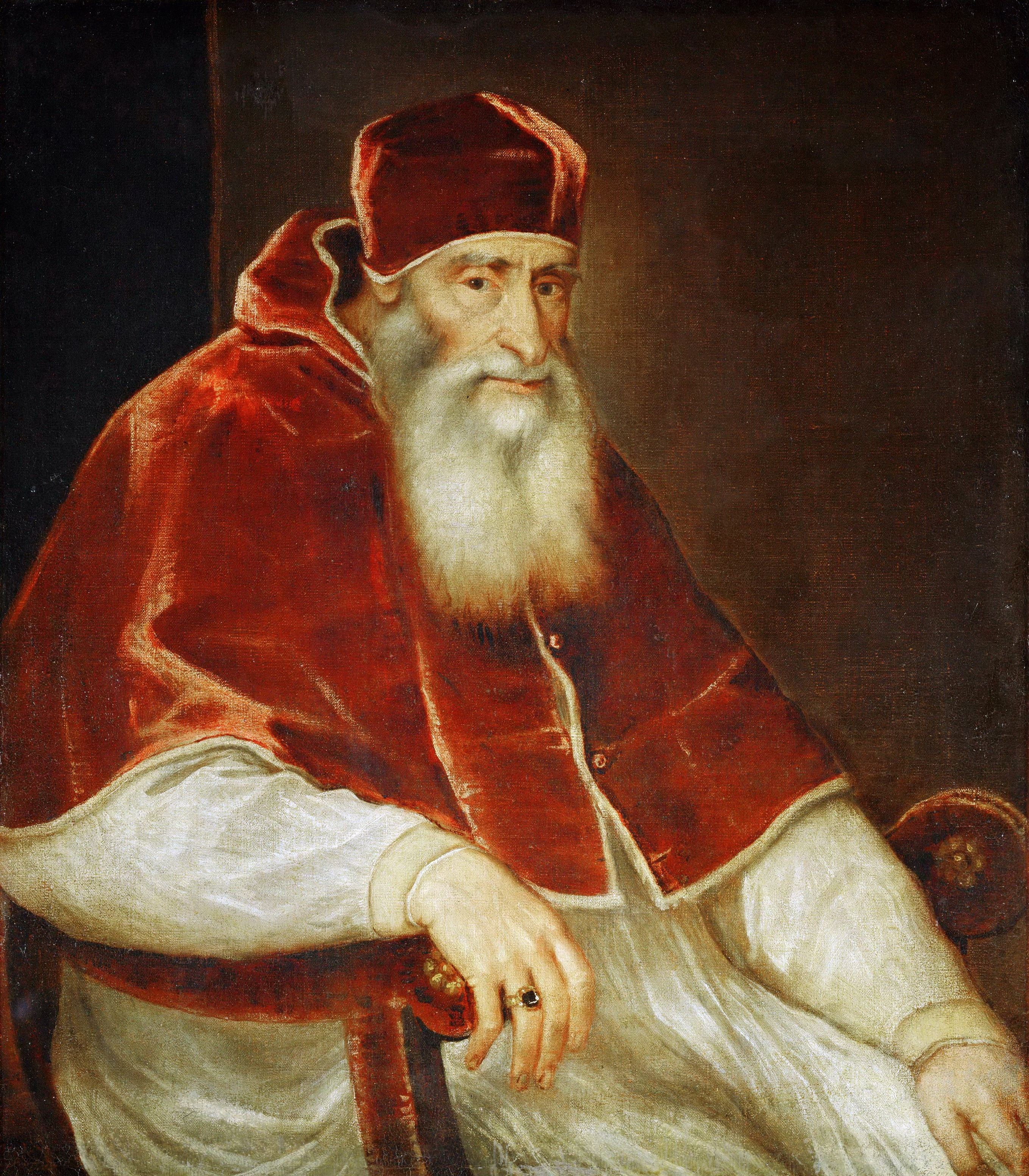
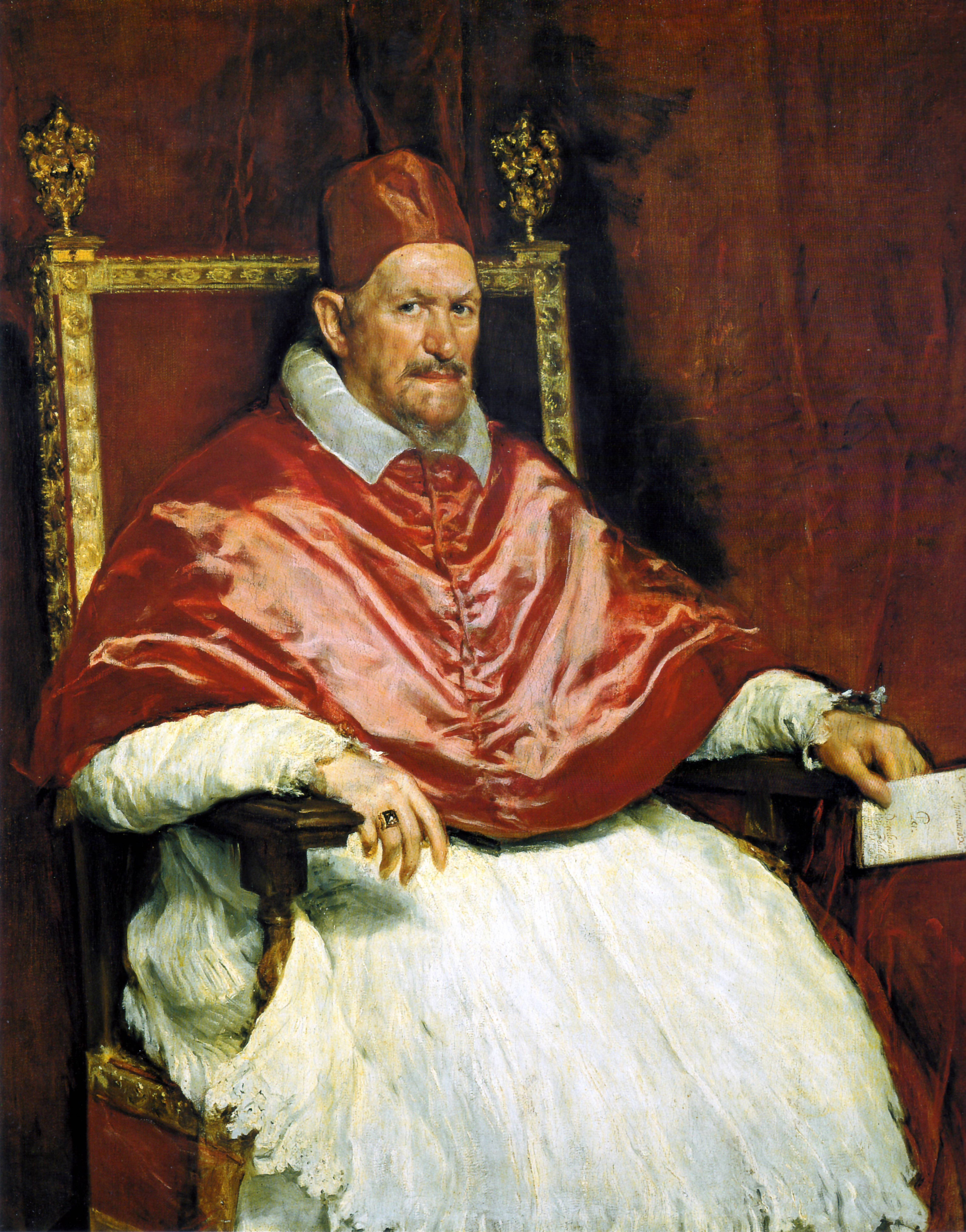
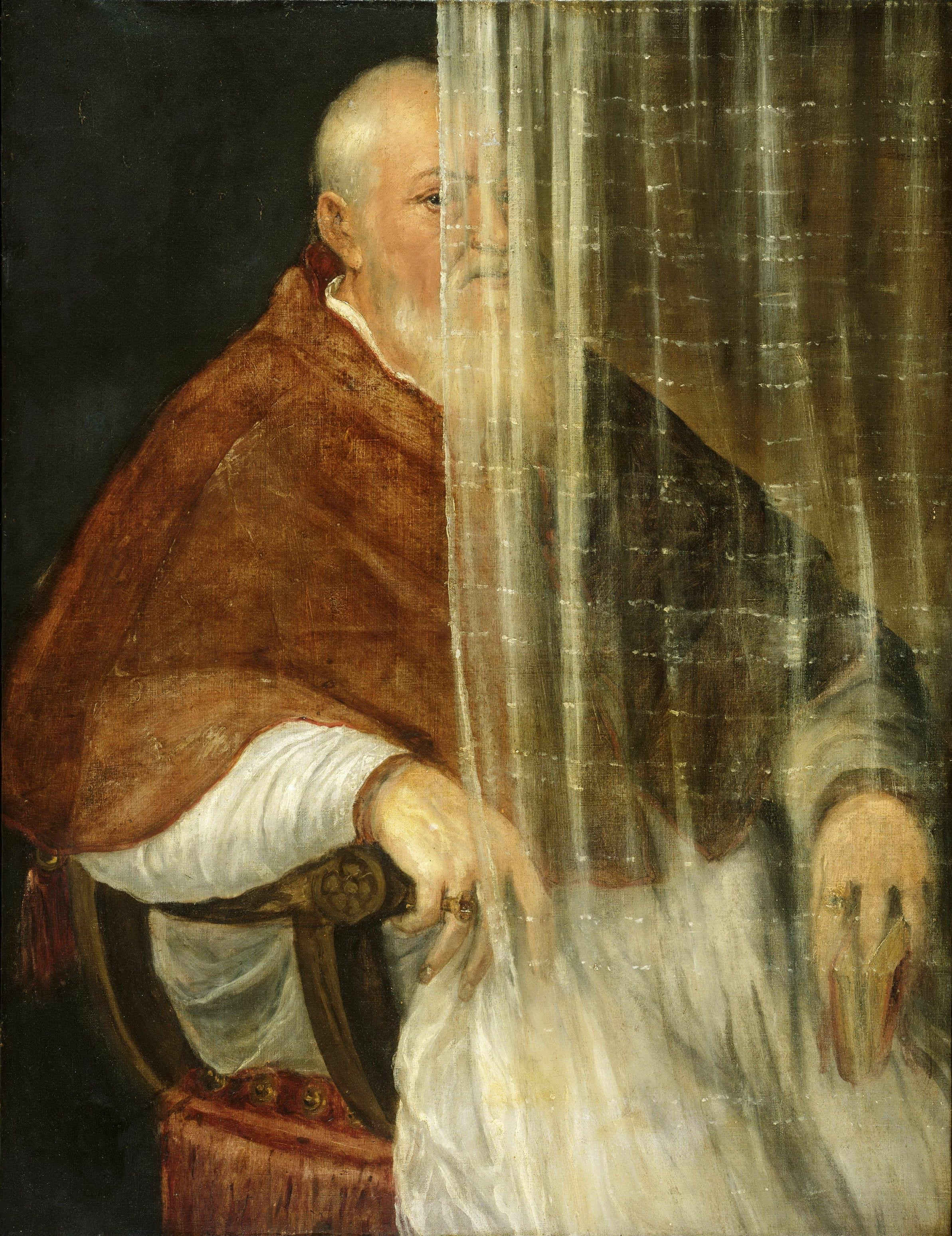